# Anthony Phelan
Anthony Phelan (ur. 19 czerwca 1954 roku w Australii) – australijski aktor telewizyjny i filmowy. Zadebiutował na dużym ekranie w 1985 roku w kryminalnym dramacie Bootleg. Najbardziej znany z serialu popularnego także w Polsce - Zatoka serc.
W Australii jest bardzo popularnym aktorem teatralnym. Występował m.in. na scenach: Sydney - Sydney Opera House, Canberry – Canberra Theatre, Brisbane - Suncorp Theatre.

## Wybrana filmografia

### Filmy
| Rok  | Tytuł filmu                    | Rola              |
| ---- | ------------------------------ | ----------------- |
| 1985 | Bootleg                        | Jake              |
| 1992 | Redheads                       | inspektor Quigley |
| 1997 | Niebo w ogniu                  | Bishop            |
| 1998 | Babe: Świnka w mieście         | Ochroniarz        |
| 1998 | Pocztówkowy bandyta            | Beaman            |
| 1998 | Tajemnica domu przy Gantry Row | Detektyw          |
| 2003 | Narzeczony z nieba             | Tim Craig         |
| 2005 | Jak to działa                  | Szef              |
| 2005 | Płotka                         | Michael           |
| 2008 | Czarny balonik                 | Pan Masters       |
| 2008 | Akolici                        | Ojciec Tanyi Lee  |
| 2010 | Niewidzialny Griff             | Detektyw Stone    |

### Seriale
| Rok       | Tytuł serialu       | Rola                         |
| --------- | ------------------- | ---------------------------- |
| 1988      | Zatoka serc         | Ken Smith                    |
| 1996-2001 | Szczury wodne       | Komisarz Chris Teodore       |
| 1998-2009 | Cena życia          | James Halloran (gościnnie)   |
| 2004      | Love My Way         | Bill Morris (gościnnie)      |
| 2005      | Zagadkowe opowieści | Matthew Patridge (gościnnie) |
| 2008      | Porachunki          | Merv Wood (gościnnie)        |
| 2010      | Spirited            | Robbie (gościnnie)           |
| 2013      | Tajemnice Laketop   | Ian Fellows                  |